# Dennis Löfqvist
Dennis Löfqvist (ur. 1 stycznia 1967 w Visby) – szwedzki żużlowiec, syn Christera Löfqvista – również żużlowca.
Srebrny medalista młodzieżowych indywidualnych mistrzostw Szwecji (Hallstavik 1986). Trzykrotny medalista mistrzostw Szwecji par klubowych: złoty (1991), srebrny (1990) oraz brązowy (1992). Dwukrotny medalista drużynowych mistrzostw Szwecji: złoty (1988) oraz brązowy (1992). Wielokrotny finalista indywidualnych mistrzostw Szwecji (najlepszy wynik: Göteborg 1987 – IV miejsce).
Reprezentant Szwecji na arenie międzynarodowej. Wielokrotny uczestnik eliminacji indywidualnych mistrzostw świata (najlepszy wynik: Fjelsted 1990 – XIII miejsce w finale interkontynentalnym i awans do finału światowego w Bradford, jako zawodnik rezerwowy).
Startował w ligach: szwedzkiej – Bysarna Visby (1983–1992, 1994–1995, 1999, 2004), brytyjskiej – King’s Lynn Stars (1989–1992) oraz niemieckiej – MSC Brokstedt (2000).